# Флаг Балканского
Флаг муниципального образования муниципальный округ Балканский во Фрунзенском районе города Санкт-Петербурга Российской Федерации — опознавательно-правовой знак, служащий официальным символом муниципального образования.
Утверждён 21 сентября 2006 года как флаг муниципального округа №76 (с 2008 года — муниципальный округ Балканский) и 31 октября 2006 года внесён в Государственный геральдический регистр Российской Федерации с присвоением регистрационного номера 2458.

## Описание
Представляет собой прямоугольное полотнище с отношением ширины к длине 2:3, разделённое по горизонтали на две части: зелёную и голубую. Ширина нижней полосы составляет 1/5 ширины полотнища. На зелёном фоне расположено изображение герба.
Геральдическое описание герба гласит: «В зелёном поле с лазоревой оконечностью серебряный шестиконечный крест и, поверх всего, пониженный золотой русский шлем. Щит увенчан муниципальной короной установленного образца».

## Символика
Зелёный цвет полотнища символизирует сельскохозяйственные угодья, исторически находившиеся на нынешней территории.
Голубая полоса символизирует протекающую реку Волковку, в далёкие времена называвшаяся Монастыркой. Эти все земли принадлежали монастырю Александро-Невской лавры. В связи с чем на зелёном фоне гербового щита вынесено серебристое изображение православного креста, а в знак покровительства над этими землями святого князя Александра Невского поверх креста вынесен золотистый княжеский шелом.